# Sandra Dekker
Sandra Dekker (6 oktober 1998) is een Nederlands langebaanschaatsster en marathonschaatsster.
In 2019 startte Dekker op het NK Allround.

## Records

### Persoonlijke records[3]
| Afstand    | Tijd    | Datum             | Baan       |
| ---------- | ------- | ----------------- | ---------- |
| 500 meter  | 41,27   | 21 oktober 2017   | Inzell     |
| 1000 meter | 1.20,83 | 29 september 2017 | Inzell     |
| 1500 meter | 2.03,14 | 27 januari 2019   | Heerenveen |
| 3000 meter | 4.18,68 | 23 december 2019  | Heerenveen |
| 5000 meter | 7.51,38 | 9 december 2018   | Groningen  |